# GeSHi
GeSHi (acronyme de Generic Syntax Highlighter) est un script PHP qui permet de colorer syntaxiquement de nombreux langages informatiques. C'est un logiciel libre distribué sous la licence publique générale GNU.